# Fuse (album van Everything But The Girl)
Fuse is het elfde studioalbum van het Britse duo Everything But The Girl, dat op 21 april 2023 werd uitgebracht door Buzzin' Fly en Virgin Records. De release werd voorafgegaan door vier singles, te weten 'Nothing Left to Lose' (januari 2023), 'Caution to the Wind' (februari 2023), 'Run a Red Light' (maart 2023) en 'No One Knows We're Dancing' (april 2023).

## Achtergrond
Het duo bestaande uit zangeres Tracey Thorn en multi-instrumentalist Ben Watt begon in maart 2021 aan het album te werken en nam het in het geheim op. Dit deden ze doordat de comeback van Everything But The Girl lang op zich liet wachten en de nodige druk met zich meebracht. Fuse is hun eerste studioalbum in 24 jaar na het album Temperamental (1999). Als solo-artiest bracht Thorn in tussentijd wel vier studioalbums uit.
In een statement gaf Thorn aan dat het duo zich ervan bewust was dat een langverwachte comeback gepaard gaat met de nodige druk. Aanvankelijk wilden ze niet aan zichzelf toegeven opnieuw als duo muziek te willen maken. De coronapandemie zorgde er echter voor dat het echtpaar langzaamaan aan hun nieuwe gezamenlijke album zou gaan werken. In plaats van de druk te overdenken probeerden ze "te beginnen in een geest van ruimdenkende speelsheid, onzeker over de richting, ontvankelijk voor uitvindingen". Tevens noemde Thorn het "geen kleinigheid om na zo'n lange tijd terug te komen." Tegen NME zei Watt: "We wilden terugkomen met iets moderns. (...) We wilden gewoon werk maken dat in 2023 geweldig zou klinken. Dat was de drijfveer."
Het album bevat een mix van elektronische en meer akoestische nummers.

## Tracklist
1. Nothing Left to Lose
2. Run a Red Light
3. Caution to the Wind
4. When You Mess Up
5. Time and Time Again
6. No One Knows We're Dancing
7. Lost
8. Forever
9. Interior Space
10. Karaoke